# جوکر (فیلم ۲۰۰۰)
جوکر (به انگلیسی: Joker) یک فیلم سینمایی هندی در ژانر درام و هجو طنز آمیز محصول سال ۲۰۰۰ با بازی نیشاننت ساگار، بهادر، تی اس راجو، ماموکویا و بیندو است. این آخرین فیلم بهادر (بازیگر هندی) بود.